# Хунин-3
Хунин-3 — крупное нефтяное месторождение в поясе тяжелой нефти реки Ориноко (штат Гуарико, Венесуэла). Площадь блока Хунин-3 составляет 640 кв. км. Стратиграфическая
скважина NZZ-213, проектная глубина которой составляет 1370 метров, — первая из 17 скважин на блоке.
Геологические запасы составляют 2,5 млрд тонн нефти по данным журнала «Нефтегазовая Вертикаль».
Оператором проекта является российская нефтяная компания Лукойл. Также в проекте участвуют венесуэльская нефтяная компания PDVSA.